# مايك اندروز
مايك اندروز (بالإنجليزية: Mike Andrews) هو لاعب كرة قاعدة أمريكي، ولد في 9 يوليو 1943 في لوس أنجلوس في الولايات المتحدة.

## وصلات خارجية
- مايك اندروز على موقع الدوري الياباني لكرة القاعدة (الإنجليزية)
- مايك اندروز على موقعبيزبول رفرنس.كوم (الدوري الرئيسي) (الإنجليزية)
- مايك اندروز على موقع جمعية أبحاث البيسبول الأمريكية (الإنجليزية)
- مايك اندروز على موقع مشجعي الرسوم البيانية (الإنجليزية)